# オーイズミ・アミュージオ
株式会社オーイズミ・アミュージオ（英: Oizumi Amuzio inc.）は、東京都台東区に本社を置き、海外ゲームのローカライズ＆パブリッシング、データディストリビューション（オンラインコンテンツ配信）を行う日本の企業。コンピュータエンターテインメント協会正会員。
2013年6月に株式会社オーイズミの子会社となり、2017年11月1日付で株式会社インターグロー（intergrow）から社名変更した。
海外ゲームのローカライズを中心としたパブリッシャーであるほか、データディストリビューション事業として、株式会社ケイバブックとの協業による競馬のトータル情報サイト「競馬道OnLine」、「競馬予想GP」の運営も行っている。

## 概要
2009年にマーベラス、インターチャネルなどの役員を歴任した竹内茂樹によって設立。同年9月1日付で「競馬道OnLine」等のコンテンツ配信事業をインターチャネルから継承したほか、『DEMENTIUM 閉鎖病棟』（インターチャネルより発売）の続編『閉ざされた病棟 -DEMENTIUM II-』（日本版）はインターグローからの販売となった。
出版業に進出していた時期もあり、2014年から2015年にかけてはライトノベル系の文庫レーベル「すこし不思議文庫」（発売：主婦の友社）を発行していた。

## 主な作品（ゲーム）
- シャンティシリーズ
- ファーミングシミュレーターシリーズ
- RIDE（英語版）シリーズ、MotoGPシリーズをはじめとしたレースゲームの日本語版
- テニス ワールドツアー